# نادي الصوفية
نادي الصوفية الرياضي هو أحد أندية الدوري العراقي
تأسس عام 2018 يلعب في الدوري العراقي الدرجة الثانية.